# ورزشگاه ژتیسو
ورزشگاه ژتیسو (به قزاقی: Zhetysu Stadium) یک ورزشگاه در قزاقستان است که در شهر تالدی‌قورغان واقع شده‌است.